# Yair Klein
Pour les articles homonymes, voir Klein.
Yair Klein (hébreu : יאיר קליין), né en 1943, est un ancien lieutenant-colonel de l'armée israélienne qui a fondé sa propre compagnie privée de mercenaires, Hod Hahanit (« la pointe du javelot » en hébreu).
Hod Hahanit était active dans plusieurs zones de conflits qui ont connu de graves violations des droits de l'homme en Afrique et en Amérique du Sud, notamment en Sierra Leone et en Colombie.
Condamné par la justice colombienne à 10 ans et 8 mois de prison pour entraînement de groupes terroristes et incitation au délit, il a été arrêté en août 2007 en Russie en vertu d'un mandat d'arrêt d'Interpol.
Libéré le 20 novembre 2010, il s'est réfugié depuis en Israël.

## Biographie
Yair Klein est né en 1943 dans le kibboutz Nitzanim. En 1962, il s’est engagé dans la brigade de parachutistes de l'armée israélienne, devenu instructeur de l’école de parachutistes il a rejoint un corps d’élite entraîné pour accomplir des « missions spéciales ». Il était chargé de tuer des Arabes palestiniens qui collaboraient avec les forces israéliennes de sécurité et étaient suspectés d’être devenu des agents doubles.
Dans les années 1970, il revient au corps des parachutistes, au sein duquel il a été nommé sous-chef de la zone de la vallée de Beït Shéan. En 1977, il se retire de l'armée pour monter son entreprise Hod Hahanit spécialisée dans l’exportation d’armes et d’équipement militaire.

## Étapes principales de ses activités

### Sierra Leone
En 1999, Yair Klein fut arrêté à Freetown, capitale de Sierra Leone, il est accusé d'avoir équipé et entrainé avec deux autres Israéliens, Shimonis Jaude et Oris Zoller, le groupe armé, le RUF (Revolutionary United Front), principal responsable de la guerre civile de Sierra Leone.
Il fut acquitté en 2000 et autorisé à retourner en Israël après 16 mois passés en prison.

### Guatemala
Hod Hahanit a entrainé, dans le cadre d'un contrat arrangé par la société israélienne IMI, des officiers de la police guatémaltèque responsables des escadrons de la mort,.

### Colombie
La Colombie constitue l'étape la plus importante de la carrière de Yair Klein, il a participé à la formation des groupes d’autodéfenses interdits par l’État colombien pour leurs relations avec les narcotrafiquants et une bonne partie des futurs chefs des groupes paramilitaires réputés comme les pires monstres de l’histoire colombienne. 
Pendant 3 ans, il a supervisé les attaques paramilitaires qui ont effectué au minimum 40 massacres.
Plusieurs chefs des cartels de la drogue, dont Pablo Escobar et José Gonzalo Rodríguez Gacha (connu comme le « Mexicain »), lui ont confié la formation d'éléments de leurs troupes à raison de 2 500 dollars par élève et par cours, certains élèves sont morts dans des exercices de combat. Il a également enseigné des cours de torture, « On pendait la victime par les pieds et au-dessous de la tête on faisait un feu, en le laissant brûler peu à peu », a témoigné, le paramilitaire Alonso Baquero.

## Poursuite judiciaire

### Condamnation
Le 23 août 1989, Yair Klein est identifié sur un film vidéo diffusé par la chaîne américaine NBC dans lequel il apparaît entraînant des membres d'unités du cartel de la drogue. La police israélienne ouvre une enquête sur l'affaire.
En février 2001, il est condamné par la Cour spécialisée de Manizales pour avoir « instruit et entretenu des camps pour participer à la formation de groupes terroristes ». La condamnation vise également ses concitoyens Melnik Ferry et Tzedaka Abraham. En juillet 2001, la condamnation fut ratifiée par le Tribunal Supérieur de la même ville.

### Mandat d'arrêt international
Le 3 avril 2007, Interpol émet des circulaires rouges contre les trois mercenaires. Le mandat d'arrêt est en vigueur dans 186 pays du monde.

### Arrestation
Il a été arrêté en août 2007 à l'aéroport de Domodedovo à Moscou alors qu’il s’apprêtait à embarquer pour Tel-Aviv avec un faux passeport. La Colombie demande alors son extradition.
En mai 2008, la Cour suprême de la fédération de Russie confirme la décision du parquet russe prise en janvier 2008 d'extrader l'Israélien, mais la Cour européenne des droits de l'homme que Klein avait déjà interpelée pour empêcher son expulsion eu égard au risque sérieux de mauvais traitements à son égard en Colombie, somme la Russie à s'abstenir de l'extrader jusqu'à nouvel ordre.
La Colombie a jugé inacceptable cette décision, et a protesté contre la déclaration de la Cour selon laquelle Bogota serait incapable de garantir qu'Yair Klein ne subira pas de mauvais traitements. Le ministre colombien des Affaires étrangères Jaime Bermúdez a déclaré que la suprématie de la loi est assurée en Colombie qui respecte les droits de l'homme et que la Colombie garantit que les droits de Yair Klein ne seront pas lésés.